# Bé (rivière française)
Pour les articles homonymes, voir Bé.
 (novembre 2014).

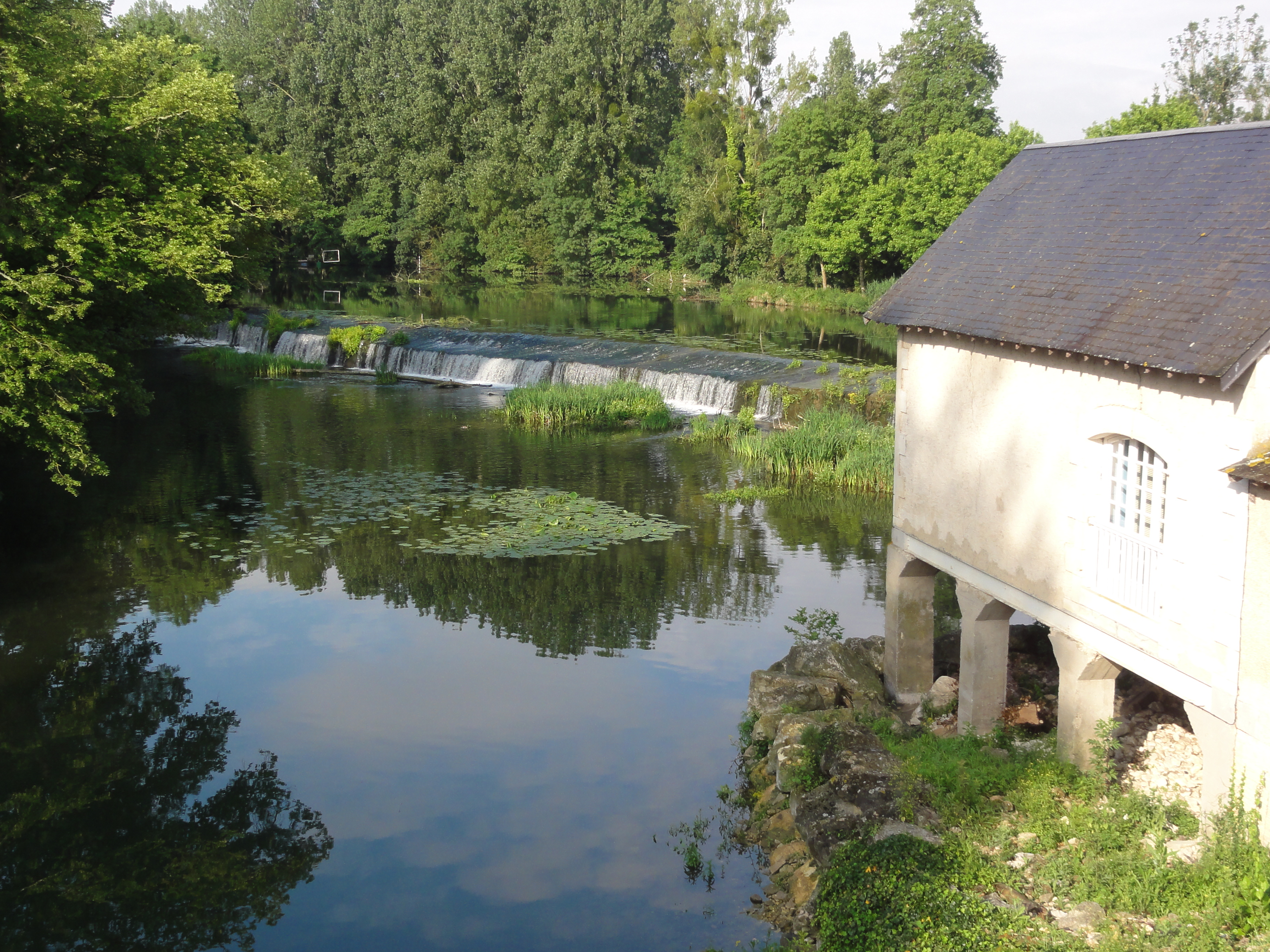
Le Clain, rivière dans laquelle se jette le Bé.

Le Bé est une petite rivière française qui coule dans le département de la Vienne. C'est un affluent de la rive gauche du Clain et donc un sous-affluent de la Loire par le Clain, puis par la Vienne.

## Géographie
De 4,4 km de longueur, le Bé prend sa source près du hameau de La Braudière sur la commune de Romagne dans le département de la Vienne, à environ 3,5 km au sud-ouest du bourg de la commune, à une altitude de 118 mètres.
Il se jette dans le Clain sur sa rive gauche, au village de Sommières-du-Clain.
Deux longues vallées sèches sont situées en amont de la source du Bé : le vallon du puits de Roulecrotte (environ 4,5 km) jusqu'à proximité du hameau de Verrières, et les vallées Laitaud et du Poteau (environ 6 km) jusqu'à proximité du hameau de Bréhus. Ces vallées sèches correspondent vraisemblablement à une circulation d'eau souterraine dans les calcaires karstiques du Bathonien  qui constituent leur sous-sol. 

### Communes et cantons traversés
Dans le seul département de la Vienne, le Bé traverse les deux communes, de l'amont vers l'aval, Romagne (source) et Sommières-du-Clain (confluence).
Soit en termes de cantons, le Bé prend source dans le canton de Couhé et conflue dans le canton de Gençay, le tout dans l'arrondissement de Montmorillon.

### Bassin versant
Son affluent ajoute la commune de Saint-Romain à son bassin versant.

## Affluent
Le Bé a un affluent majeur sur sa rive droite : le ruisseau de Fontegrive. C'est un ruisseau temporaire de 5,1 km de long avec en son amont, de part et d'autre du bourg de Saint-Romain, deux vallées sèches de plus de 3 km de long chacune. 
Le rang de Strahler du Bé est donc de deux.